# 江耀宗
江耀宗（1952年2月1日—），臺灣企業家、政治人物，曾任台灣高速鐵路股份有限公司董事長、中鋼碳素董事長、中國鋼鐵董事長、高雄捷運董事長、中華航空董事長、行政院工程會副主委、臺北市政府捷運局長、臺科大兼任教授、國防部中科院研究員、台灣軌道工程學會理事長、台灣鐵道觀光協會理事長、中國工程師學會理事長、中國機械工程學會理事長。
江耀宗早年在中山科學研究院服務，歷任助理研究員、副研究員、研究員、技監組長，參與雄風、天劍、天弓等飛彈相關研發工作；爾後於陳水扁擔任台北市長時，參與台北捷運系統木柵線體檢委員會，擔任機電組召集人；嗣後被網羅至台北市政府捷運工程局任總工程司、副局長，嗣後獲馬英九市長拔擢晉升捷運工程局局長，任職捷運局期間參與並推動台北捷運系統木柵線、淡水線、中和線、新店線、板南線完工通車。
2000年5月，民主進步黨執政以後，出任行政院公共工程委員會副主任委員。2004年7月出任中華航空公司董事長，2005年11月轉任中國鋼鐵公司董事長並兼任高雄捷運公司董事長；2007年7月轉任中鋼碳素公司董事長，並於2008年5月辭任。嗣後擔任頂晶科技、瑞儀光電、金豐機器工業、鼎元光電等公司獨立董事。
2016年7月擔任「臺灣桃園機場捷運監理調查委員會」召集人，促成機場捷運初勘、履勘、營運通車。2016年10月出任台灣高速鐵路股份有限公司董事長，2025年1月卸任，任期計99個月；歷任賀陳旦、吳宏謀、林佳龍、王國材、李孟諺、陳世凱等六任交通部長暨林全、賴清德、蘇貞昌、陳建仁、卓榮泰等五任行政院長；以及蔡英文、賴清德等兩位總統。